# Stadio Karl Liebknecht
Lo stadio Karl Liebknecht (in tedesco Karl-Liebknecht-Stadion) è un impianto sportivo tedesco di Potsdam, capitale del Brandeburgo.
È l'impianto interno del Babelsberg e del Turbine Potsdam, quest'ultima plurititolata squadra di calcio femminile.
L'impianto, intitolato a Karl Liebknecht, è caratterizzato dal terreno di gioco con superficie in erba e, grazie anche alla presenza di una tribuna coperta, la capienza massima raggiunge i 10 499 posti, dei quali 2 003 a sedere.
Dal 2021 ospita anche gli incontri della squadra di football americano dei Potsdam Royals.

## Storia
Lo stadio fu inaugurato il 10 luglio 1976 con una partita di calcio tra il BSG Motor Babelsberg e la squadra olimpica della Repubblica Democratica Tedesca. La capacità originaria di 15 000 è stata raggiunta solo una volta quando la nazionale di calcio della Repubblica Democratica Tedesca ha affrontato Malta. Il 9 luglio 2001 il Babelsberg ha registrato il maggior numero di spettatori nella sua storia di club quando 14 700 spettatori hanno assistito alla vittoria della squadra locale sul Fortuna Düsseldorf.
L'ultima ristrutturazione è stata effettuata nel 2002, portando lo stadio alla sua attuale capacità. Circa un anno più tardi l'incontro di Frauen-Bundesliga tra il Turbine Potsdam e l'1. FFC Francoforte è stato visto da 7 900 persone. Questa è stata la partita della Bundesliga femminile con la più alta partecipazione di sempre. Il record di presenze assoluto del Turbine è stato di 8 677 persone che hanno assistito, il 21 maggio 2005 , alla finale di ritorno della UEFA Women's Cup 2004-2005 contro le svedesi del Djurgården/Älvsjö, incontro dove la squadra di casa supera per 3-1 le avversarie aggiudicandosi il primi titolo europeo della sua storia sportiva.